# Мібу (Тотіґі)

36°25′38″ пн. ш. 139°48′14″ сх. д. / 36.42722° пн. ш. 139.80389° сх. д.
Мі́бу (яп. 壬生町, みぶまち, МФА: [mʲibu mat͡ɕi̥]) — містечко в Японії, в повіті Сімо-Цуґа префектури Тотіґі. Станом на 1 жовтня 2008 площа містечка становила 61,08 км². Станом на 1 січня 2009 населення містечка становило 39 914 осіб.